# تسفيتان ديميتروف
تسفيتان ديميتروف (بالبلغارية: Цветан Димитров)‏ هو لاعب كرة قدم بلغاري في مركز حراسة المرمى، ولد في 10 فبراير 1987 في صوفيا في بلغاريا. لعب مع ليفسكي صوفيا.

## وصلات خارجية
- تسفيتان ديميتروف على موقع قاعدة بيانات كرة القدم.إي يو (الإنجليزية)
- تسفيتان ديميتروف على موقع Soccerway.com (الإنجليزية)
- تسفيتان ديميتروف على موقع عالم كرة القدم.نت (الإنجليزية)